# 허우융융
허우융융(중국어: 侯永永, 병음: Hóu Yǒngyǒng, 한자음: 후영영, 1998년 1월 13일~)은 노르웨이 출신 중화인민공화국의 축구 선수로 포지션은 미드필더이다. 현재 중국 슈퍼리그의 윈난 위쿤 FC에서 뛰고 있으며 2013년부터 2016년까지 노르웨이 청소년 국가대표로 활동했다.
노르웨이어 이름은 욘 호우 세테르(노르웨이어: John Hou Sæter)였으며 2019년 중화인민공화국으로 귀화하고 이름을 중국어식 '허우융융'으로 개명했다. 이후 2023년 란헤임 포트발로 이적하며 노르웨이로 복귀한 후 노르웨이 국적을 회복한 그는 2025년 2월 중화인민공화국으로 재귀화했다.

## 어린 시절
허우융융은 1998년 노르웨이 트론헤임에서 노르웨이인 아버지와 뤄양시 출신 중국인 어머니 사이에서 욘 호우 세테르(노르웨이어: John Hou Sæter)라는 이름으로 태어났다.

## 구단 경력

### 로센보르그~스타베크 포트발
2007년 IL 트론(노르웨이어: IL Trond)에서 축구 선수 경력을 시작했고 2013년 트론에서 로센보르그 BK의 유소년팀으로 이적했다. 그는 2014년 4월 24일 16살 101일의 나이에 로센보르그가 오르클라 FK(노르웨이어: Orkla FK)에 3대 0으로 승리한 2014년 노르웨이 풋볼 컵 경기에서 로센보르그 1군 데뷔전을 가지면서 로센보르그 구단 역사상 최연소 데뷔 선수 기록을 세웠다. 이후 2014년 9월 28일 16살 258일의 나이에 로센보르그가 올레순 FK에 3대 0으로 승리한 경기에서 81분 교체 투입되면서 티페리가엔 데뷔전을 가지면서 로센보르그 구단 역사상 최연소 리그 데뷔 선수 기록을 세웠다.
세테르는 2016년 8월 로센보르그와 새로운 2년 계약을 체결했고 푀르스테 디비시온의 란헤임 IL와 2016년 시즌이 끝날 때까지 유효한 임대 계약을 체결했다. 그는 2017년 7월 로센보르그에서 스타베크 포트발로 이적했다.

### 베이징 궈안
2019년 1월 세테르는 스타베크 포트발에서 베이징 궈안으로 이적했다. 그는 이적하면서 중화인민공화국 시민권을 취득했고 자신의 이름을 욘 호우 세테르에서 중국어식 허우융융(중국어: 侯永永, 병음: Hóu Yǒngyǒng, 한자음: 후영영)으로 개명했다. 그는 2019년 2월 23일 베이징 궈안이 상하이 상강에 2대 0으로 패배한 2019년 중국 FA 슈퍼컵에서 71분 츠중궈와 교체되어 경기에 투입되면서 베이징 궈안 데뷔전을 가졌다. 그는 이 경기에서 중화인민공화국 축구 프로 리그에서 처음으로 활동한 중화인민공화국 귀화 축구 선수 기록을 세웠다.
2019년 5월 29일 허우융융은 베이징 궈안이 창춘 야타이에 3대 1로 승리한 2019년 중국 FA컵 5라운드 홈경기에서 베이징 궈안에서의 첫 번째 득점을 기록했고 2020년 8월 12일 베이징 궈안이 허베이 화샤 싱푸에 3대 1로 승리한 중국 슈퍼리그 2020 경기에서 중국 슈퍼리그에서의 첫 번째 득점을 기록했다.

### 란헤임 포트발
허우융융은 중국 슈퍼리그 2022가 끝난 이후 베이징 궈안과의 계약이 만료되어 베이징 궈안을 떠났고 2023년 란헤임 포트발로 이적하며 노르웨이로 복귀했다. 그는 노르웨이로 복귀한 후 중화인민공화국 시민권을 포기하고 노르웨이 국적을 회복했고 그의 이름은 노르웨이어 문법에 맞춰 융융 허우(노르웨이어: Yongyong Hou)가 되었다. 그는 푀르스테 디비시온 2024에서 19득점을 기록하며 푀르스테 디비시온 2024시즌 최다 득점자가 되었고 푀르스테 디비시온 2024년의 선수 상을 받았다.

### 윈난 위쿤
2025년 1월 26일 중국 슈퍼리그의 윈난 위쿤 FC로 이적했다.

## 국가대표팀 경력
허우융융은 2013년 노르웨이 U-16 축구 국가대표팀에 발탁되었고 2016년까지 노르웨이 연령별 축구 국가대표로 활동했다. 9년 뒤 2025년 1월 3일, 그는 월드컵 예선에 대비하는 훈련을 진행하는 중국 축구 국가대표팀 소집 명단에 발탁되었고 2025년 2월 국제 축구 연맹으로부터 중화인민공화국 재귀화를 승인받았다.

## 개인사
허우융융은 2008년 10살 때 영국 맨체스터에 있는 축구 학교에 다니면서 맨체스터 유나이티드 FC에서 주관하는 국제 청소년 축구 대회에 출전했다. 그는 대회에 참가한 20,000명의 청소년들 중에서 올드 트래퍼드에서 열리는 대회 결승전에 참가하는 37명의 명단에 포함되었고 75,000명의 관중 앞에서 결승전에 출전했다. 그는 이 대회에서 전체 2등을 차지했고 보비 찰턴으로부터 상을 받았다.

## 수상 내역
구단
 로센보르그 BK
- 티페리가엔: 2015
- 노르웨이 풋볼 컵: 2015

개인
- 푀르스테 디비시온 최다 득점자: 2024[11]
- 푀르스테 디비시온 올해의 선수: 2024[11]